# Aetius tuberculatus
Aetius tuberculatus is een spinnensoort uit de familie van de loopspinnen (Corinnidae).
De wetenschappelijke naam van de soort werd in 2013 gepubliceerd door Charles Richard Haddad als Apochinomma tuberculata.
De soort komt voor in Ivoorkust.